# 浴血任務系列
《浴血任務》（英語：The Expendables）是美國一系列群戲動作冒險電影，最初由擔任主演的席維斯·史特龍與大衛·卡拉漢創作、編劇。該系列電影是向1980年至1990年代曾風靡一時的動作片致敬，也一同感謝幾十年來的動作明星們，因此本系列集結了多為著名的動作影星來出演電影。該系列的故事與角色之間的互動雖然受到了參雜混和的評價，但也有評論家稱讚當中的幽默感和動作場面。

## 電影

### 《浴血任務》（2010）
「浴血幫」是由一群精銳僱傭兵所組成，常執行暗殺至搶救等各種任務。在南美島他們打算推翻拉美獨裁者嘉薩，但途中被中情局探員教堂先生干擾，領導巴尼·羅斯意識到嘉薩只是個被無情的前CIA探員詹姆斯·門羅所利用的傀儡，使得巴尼終止任務。但最終決定回來阿爾巴尼亞拯救嘉薩的女兒珊德拉，並和敵方展開對決。

### 《浴血任務2》（2012）
上一集過後，教堂先生指派了新的任務給浴血幫，以彌補造成的阿爾巴尼亞任務所損失。途中浴血幫和心狠手辣的傭兵團桑族產生衝突，使得他們最新和最年輕的成員比利遭首領維萊恩殺死。巴尼決心追蹤對方發誓要為夥伴復仇，但一行人卻發現桑族奴役了村民在廢棄的蘇聯礦山中挖掘，企圖將擁有威脅全世界的致命武器鈽元素高價賣給他人。

### 《浴血任務3》（2014）
浴血幫的領導巴尼救出夥伴醫生後接獲任務討伐敵人，但沒想到對手竟是昔日的浴血幫創始人康拉德·史東班克斯，多年前巴尼基於康拉德誤入歧途使得他不得將其解決，但意外沒死的康拉德如今成了軍火梟雄，懷恨在心的康拉德也對浴血幫下達了絕殺令。為迎戰強敵，巴尼決定給風格老派的浴血幫注入新血液，讓更快更強的高科技戰鬥新生搭配硬槍硬炮的硬漢前輩，隊伍的戰力得到了空前提升並準備迎戰康拉德。

### 《浴血任務4》（2023）
浴血幫開始為中情局執行追捕神秘恐怖份子「豹貓」，豹貓利用了僱用兵竊取核彈頭，以點燃美俄間的衝突。巴尼與副手李·聖誕為團隊招募了新血，但因一場失敗的任務而使兩人失去領導權。儘管如此，聖誕仍不放棄改而私下行動，幫助浴血幫對付強大的敵人。

## 已取消項目

### 女性版浴血任務
2012年10月，《浴血任務》背後的工作室千年電影宣布正在計劃女性版的《浴血任務》，名為《ExpendaBelles》。
2013年10月28日，勒納正與女演員梅莉·史翠普、卡麥蓉·狄亞和蜜拉·喬娃薇琪談判出演電影，並將尋找一位女導演來執導。

## 電子遊戲
《浴血任務2》是一款可下載的射擊遊戲，由育碧發行於PC、PSN和XBLA平台，PSN於2012年7月31日推出、PC和XBLA於8月20日（Steam）。由遊戲劇情為《浴血任務2》的前傳。根據Metacritic和GameRankings，遊戲收到多為負面評價。而《The Expendables 2: Deploy & Destroy》則為單人塔防、即時戰略網路遊戲，於2012年7月13日推出。

## 電視劇
2015年3月，福克斯正在計畫開發《浴血任務》系列的電視劇。史特龍、艾維·勒納和夏恩·布倫南將一起擔任監製，並被評為PG-13級。

## 演員和角色
| 角色                                   | 電影            | 電影              | 電影              | 電影          |
| 角色                                   | 《浴血任務》    | 《浴血任務2》     | 《浴血任務3》     | 《浴血任務4》 |
| -------------------------------------- | --------------- | ----------------- | ----------------- | ------------- |
| 巴尼·羅斯（Barney Ross）               | 席維斯·史特龍   | 席維斯·史特龍     | 席維斯·史特龍     | 席維斯·史特龍 |
| 李·聖誕（Lee Christmas）               | 傑森·史塔森     | 傑森·史塔森       | 傑森·史塔森       | 傑森·史塔森   |
| 岡納·詹森（Gunner Jensen）             | 杜夫·朗格       | 杜夫·朗格         | 杜夫·朗格         | 杜夫·朗格     |
| 托爾·羅德（Toll Road）                 | 蘭迪·寇楚       | 蘭迪·寇楚         | 蘭迪·寇楚         | 蘭迪·寇楚     |
| 陰陽（Yin Yang）                       | 李連杰          | 李連杰            | 李連杰            |               |
| 海爾·凱撒（Hale Caesar）               | 泰瑞·克魯斯     | 泰瑞·克魯斯       | 泰瑞·克魯斯       |               |
| 壕溝鼠（Trench Mauser）                | 阿諾·史瓦辛格   | 阿諾·史瓦辛格     | 阿諾·史瓦辛格     |               |
| 教堂先生（Mr. Church）                 | 布魯斯·威利     | 布魯斯·威利       |                   |               |
| 蕾西（Lacy）                           | 克莉絲瑪·卡潘特 | 克莉絲瑪·卡潘特   |                   |               |
| 涂爾（Tool）                           | 米基·洛克       |                   |                   |               |
| 詹姆斯·門羅（James Munroe）            | 艾瑞克·羅勃茲   |                   |                   |               |
| 丹潘（Dan Paine）                      | 史蒂夫·奧斯汀   |                   |                   |               |
| 嘉薩將軍（General Garza）              | 大衛·查耶斯     |                   |                   |               |
| 珊德拉（Sandra）                       | 吉賽爾·艾緹     |                   |                   |               |
| 畢特（The Brit）                       | 蓋瑞·丹尼爾斯   |                   |                   |               |
| 金·維萊恩（Jean Vilain）               |                 | 尚-克勞德·范·達美 |                   |               |
| 獨狼布克（Booker）                     |                 | 查克·羅禮士       |                   |               |
| 赫克特（Hector）                       |                 | 史考特·艾金斯     |                   |               |
| 比利仔（Billy The Kid）                |                 | 連恩·漢斯沃       |                   |               |
| 瑪姬（Maggie）                         |                 | 余男              |                   |               |
| 麥克斯·杜朗莫（Max Drummer）           |                 |                   | 哈里遜·福特       |               |
| 康拉德·史東班克斯（Conrad Stonebanks） |                 |                   | 梅爾·吉勃遜       |               |
| 高戈（Galgo）                          |                 |                   | 安東尼奧·班德拉斯 |               |
| 死亡醫生（Doc）                        |                 |                   | 衛斯里·史奈普     |               |
| 波拿巴（Bonaparte）                    |                 |                   | 凱西·葛雷莫       |               |
| 約翰·史麥利（John Smilee）             |                 |                   | 凱蘭·魯茲         |               |
| 露娜（Luna）                           |                 |                   | 龍達·魯西         |               |
| 索恩（Thorn）                          |                 |                   | 葛倫·鮑威爾       |               |
| 火星（Mars）                           |                 |                   | 維克多·歐提茲     |               |
| 格蘭·瓦塔（Goran Vata）                |                 |                   | 勞勃·戴維         |               |
| 輕鬆哥（Easy Day）                     |                 |                   |                   | 五角          |
| 吉娜（Gina）                           |                 |                   |                   | 梅根·福克斯   |
| 達夏（Decha）                          |                 |                   |                   | 東尼嘉        |
| 蓋蘭（Galan）                          |                 |                   |                   | 雅各布·西皮奧 |
| 鞭妹（Lash）                           |                 |                   |                   | 梨薇·陳       |
| 蘇亞托·拉赫馬特（Suarto Rahmat）       |                 |                   |                   | 伊科·烏艾斯   |
| 馬許（Marsh）                          |                 |                   |                   | 安迪·賈西亞   |

## 迴響

### 專業評價
| 電影          | 爛番茄           | Metacritic     |
| ------------- | ---------------- | -------------- |
| 《浴血任務》  | 42%（211條評論） | 45（35條評論） |
| 《浴血任務2》 | 67%（135條評論） | 51（28條評論） |
| 《浴血任務3》 | 31%（178條評論） | 35（33條評論） |
| 《浴血任務4》 | 12%（110條評論） | 29（28條評論） |

### 票房
| 電影          | 美國上映日    | 總票房       | 總票房       | 總票房       | 預算               | 來源  |
| 電影          | 美國上映日    | 北美         | 其他地區     | 全球         | 預算               | 來源  |
| ------------- | ------------- | ------------ | ------------ | ------------ | ------------------ | ----- |
| 《浴血任務》  | 2010年8月13日 | $103,068,524 | $171,401,870 | $274,470,394 | 8000萬～8200萬美元 | [ 5 ] |
| 《浴血任務2》 | 2012年8月17日 | $85,028,192  | $229,947,763 | $314,975,955 | 1億美元            | [ 6 ] |
| 《浴血任務3》 | 2014年8月15日 | $39,322,544  | $175,335,033 | $214,657,577 | 9000萬～1億美元    | [ 8 ] |
| 《浴血任務4》 | 2023年9月22日 | $16,244,207  | $30,135,656  | $46,379,863  | 1億美元            | [ 9 ] |
| 總額          | 總額          | $243,663,467 | $606,820,322 | $850,483,789 | 3.72億～3.82億美元 |       |

## 外部連結
- Interview with Gary Daniels, The Brit
- The Expendables wikia （页面存档备份，存于）